# Shorttrack op de Olympische Winterspelen 2018
Shorttrack is een van de sporten die beoefend werden tijdens de Olympische Winterspelen 2018 in Pyeongchang. De wedstrijden vonden plaats in de Gangneung Ice Arena.

## Wedstrijdschema
| Datum       | Lokale tijd | MET   | Mannen                    | Vrouwen                  |
| ----------- | ----------- | ----- | ------------------------- | ------------------------ |
| 09 februari | 20:00       | 12:00 | Openingsceremonie         | Openingsceremonie        |
| 10 februari | 19:00       | 11:00 | 1500m                     | 500m (Q) 3000m relay (Q) |
| 13 februari | 19:00       | 11:00 | 1000m (Q) 5000m relay (Q) | 500m                     |
| 17 februari | 19:00       | 11:00 | 1000m                     | 1500m                    |
| 20 februari | 19:00       | 11:00 | 500m (Q)                  | 1000m (Q) 3000m relay    |
| 22 februari | 19:00       | 11:00 | 500m 5000m relay          | 1000m                    |
| 25 februari | 20:00       | 12:00 | Sluitingsceremonie        | Sluitingsceremonie       |

## Medailles

### Mannen
| Onderdeel | Goud | Goud                                                     | Zilver | Zilver                                                | Brons | Brons                                                      |
| --------- | ---- | -------------------------------------------------------- | ------ | ----------------------------------------------------- | ----- | ---------------------------------------------------------- |
| 500 m     | CHN  | Wu Dajing                                                | KOR    | Hwang Dae-heon                                        | KOR   | Lim Hyo-jun                                                |
| 1000 m    | CAN  | Samuel Girard                                            | USA    | John-Henry Krueger                                    | KOR   | Seo Yi-ra                                                  |
| 1500 m    | KOR  | Lim Hyo-jun                                              | NED    | Sjinkie Knegt                                         | OAR   | Semjon Jelistratov                                         |
| Relay     | HUN  | Csaba Burján Shaoang Liu Shaolin Sándor Liu Viktor Knoch | CHN    | Chen Dequan Han Tianyu Ren Ziwei Wu Dajing Xu Hongzhi | CAN   | Charle Cournoyer Pascal Dion Samuel Girard Charles Hamelin |

### Vrouwen
| Onderdeel | Goud | Goud                                                         | Zilver | Zilver                                                         | Brons | Brons                                                               |
| --------- | ---- | ------------------------------------------------------------ | ------ | -------------------------------------------------------------- | ----- | ------------------------------------------------------------------- |
| 500 m     | ITA  | Arianna Fontana                                              | NED    | Yara van Kerkhof                                               | CAN   | Kim Boutin                                                          |
| 1000 m    | NED  | Suzanne Schulting                                            | CAN    | Kim Boutin                                                     | ITA   | Arianna Fontana                                                     |
| 1500 m    | KOR  | Choi Min-jeong                                               | CHN    | Li Jinyu                                                       | CAN   | Kim Boutin                                                          |
| Relay     | KOR  | Shim Suk-hee Kim Ye-jin Kim A-lang Choi Min-jeong Lee Yu-bin | ITA    | Arianna Fontana Lucia Peretti Cecilia Maffei Martina Valcepina | NED   | Suzanne Schulting Yara van Kerkhof Lara van Ruijven Jorien ter Mors |

### Medaillespiegel
| Plaats | Land                           | NOC    | Goud | Zilver | Brons | Totaal |
| ------ | ------------------------------ | ------ | ---- | ------ | ----- | ------ |
| 1      | Zuid-Korea                     | KOR    | 3    | 1      | 2     | 6      |
| 2      | Nederland                      | NED    | 1    | 2      | 1     | 4      |
| 3      | China                          | CHN    | 1    | 2      | 0     | 3      |
| 4      | Canada                         | CAN    | 1    | 1      | 3     | 5      |
| 5      | Italië                         | ITA    | 1    | 1      | 1     | 3      |
| 6      | Hongarije                      | HUN    | 1    | 0      | 0     | 1      |
| 7      | Verenigde Staten               | USA    | 0    | 1      | 0     | 1      |
| 8      | Olympische atleten uit Rusland | OAR    | 0    | 0      | 1     | 1      |
| Totaal | Totaal                         | Totaal | 8    | 8      | 8     | 24     |